# تل بیگم
تل بیگم یک تَلّ یا تپهٔ استقراری باستان‌شناسی در عراق است. این محوطه در نزدیکی سید صادق در منطقه شهرزور واقع در کردستان عراق قرار دارد. محوطه باستانی شامل تپه‌ای مخروطی و شیب‌دار به ارتفاع ۹ متر (۳۰ فوت) و تپه‌ای کوتاه‌تر است و مساحتی حدود ۵ هکتار (۱۲ جریب فرنگی) را در بر می‌گیرد. نخستین‌بار در سال ۱۹۶۰ گروهی از باستان‌شناسان عراقی این محل را مورد بررسی قرار دادند. در سال ۲۰۱۳، گروهی از باستان‌شناسان دانشگاه لیدن حفاری‌های جدیدی را در این محل آغاز کردند. این پروژه، کاوش‌های پیشین را بازنگری کرده و همچنین حفاری‌های جدید محدودی را انجام داد.
قدیمی‌ترین لایه‌های کاوش‌شده به فرهنگ حلافی تعلق دارند. پس از یک دوره وقفه در سکونت، این محل در دوره مس‌سنگی پسین ۱ (LC1) دوباره مسکونی شد و استفاده از آن تا دوره مس‌سنگی پسین ۳ (LC3) (۴۳۰۰–۳۶۰۰ پیش از میلاد) ادامه یافت. شواهدی از سکونت در دورهٔ میانهٔ اسلامی نیز در این محل به‌دست آمده است.